# Coelho da Rocha

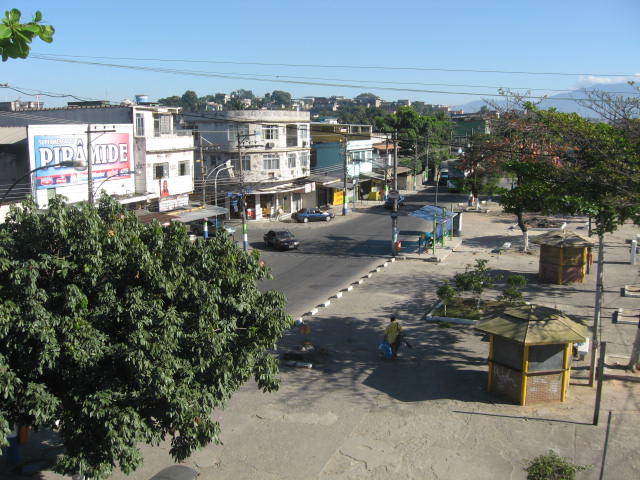
Torg i Coelho da Rocha.

Coelho da Rocha är ett distrikt i kommunen São João de Meriti i Brasilien och ligger i delstaten Rio de Janeiro. Den ingår i Rio de Janeiros storstadsområde och hade 167 841 invånare vid folkräkningen 2010.